# Teletón 1987 (Chile)
La Teletón 1987 fue la séptima versión de la campaña solidaria realizada en Chile los días 4 y 5 de diciembre. El lema de esta versión fue «Para creer en la vida». El niño embajador fue Víctor Torres.
El último cómputo de las 27 horas de programa fue por $427 231 106 (US$ 1 849 485) y la recaudación total fue de $502 293 311 (US$ 2 174 429).

## Antecedentes

### Campaña
La fecha se designó el día 27 de junio de 1987 por la Sociedad Pro Ayuda al Niño Lisiado y Don Francisco se abocó a la planificación de la campaña una vez concluidos los 25 años de Sábados gigantes.

### Motivos de suspensión de campaña en 1986
Nuevamente la campaña salía de un año de ausencia, debido a que en 1986 se suspendió su realización por varios motivos:[cita requerida]
- Remodelación y ampliación que se efectuó al Teatro Casino Las Vegas, el cual fue rebautizado como Teatro Teletón tras adjudicárselo en septiembre de 1986 a la Fundación en remate público.[cita requerida]
- Creación de la Fundación Teletón, institución que pasa a administrar el teatro y produce los eventos de la Sociedad Pro-Ayuda al Niño Lisiado (SPANL). Hasta el año anterior, era la SPANL que costeaba la producción de sus eventos.[cita requerida]
- Don Francisco parte con Sábado Gigante en Estados Unidos, lo cual le demandó mucho tiempo de trabajo.[cita requerida]
- Realización de los Juegos Odesur, en la capital chilena.[cita requerida]
- Inundaciones y temporales en la zona central del país.[cita requerida]
- Atentados y protestas contra el régimen militar, entre ellos el ocurrido el 7 de septiembre del año anterior.
- [cita requerida] Se realizó el Campeonato Mundial de Fútbol Sub-20 de la FIFA realizada en Chile (Transmisión Conjunta de Televisión Nacional de Chile y .Universidad Católica de Chile Televisión.

### Himno
El himno de esa cruzada se tituló "Para creer en la vida", en un principio se pensó en Gervasio para cantar dicha pieza musical, pero finalmente fue interpretado por el cantautor Alberto Plaza. 
Tuvo dos videoclips:
- El primero con un fondo blanco en el que se encontraba el intérprete, junto con el niño embajador, Don Francisco y un grupo de rostros de la época. [4]
- El segundo fue grabado el 5 de noviembre en un Teatro Teletón vacío y con orquestación diferente, en el que se encontraba Plaza junto a Don Francisco y algunos de los rostros de entonces. Esta versión tuvo además la participación de Gloria Simonetti, Ginette Acevedo, Claudio y Paulina, y Marcelo. Ambos videoclips fueron grabados mediante el sistema del videotape en vez del fílmico. [5][6]

## Participantes
Nacionales
| - Los Huasos Quincheros - Irene Llano - Miguel Piñera - Pancho Puelma - Zalo Reyes - Miguelo - Cristóbal - Luis Dimas - Myriam Hernández - Luis Jara - Patricia Maldonado - Eduardo Gatti - Jorge Eduardo - Luz Eliana - Patricio Renán - Santiago Cuatro - Patricia Frías - José Luis Arce - Ginette Acevedo - Roberto Viking Valdés - Sergio Lillo - María Inés Naveillán - Soledad Guerrero - Analyo - Mónica de Calixto - Sonora de Tommy Rey - Peter Rock - Gloria Simonetti - Wildo - Las Cuatro Brujas - Alberto Plaza (intérprete del himno oficial "Para creer en la vida") - Andrea Tessa - José Alfredo Fuentes - Juan Carlos Duque | Internacionales - Sandra Mihanovich - Olé Olé - Celeste Carvallo - Jairo - Silvana Di Lorenzo - Alejandro Lerner - Alfredo De Angelis - Rubén Juárez - Pablo Ruiz - Oscar De Fontana - Fito Páez - Juka Shepp - Manuela Bravo - Braulio - Claudio - Hernaldo Zúñiga - José Luis Rodríguez "El Puma" - Pedro Prado - Mónica Posse - Coco Legrand - Jorge "Chino" Navarrete - Canelo Huanca - Checho Hirane - Gigi Martin - Luis Arenas - Susana Romero - Ernesto Ruiz «El Tufo» - El elenco de Jappening Con Ja - Pepe Tapia Se emitió una grabación con programas infantiles de la época. - Radio Agricultura - Radio Chilena - Radio Santiago - Radio Cooperativa - Radio Minería - Radio Portales - Radio Nacional de Chile - Radio Pudahuel - Radio Galaxia - Radio Concierto - Radio Festival (CB 127 AM Viña del Mar,Región de Valparaíso. - Radio Recreo Viña del Mar. |

## Transmisión
- UCV Televisión
- Canal 7
- Canal 9 / Segunda Señal
- Canal 11
- Canal 13
- Telenorte

| Horario                                | Bloque                  | Contenido |
| -------------------------------------- | ----------------------- | --- |
| 21:30-2:00                             | Apertura                | Con Don Francisco, Antonio Vodanovic, César Antonio Santis y Javier Miranda. Actuaciones musicales - Sandra Mihanovich y Celeste Carballo - Olé Olé - "Lili Marleen" - Myriam Hernández - "Ay amor" - Claudio y Paulina - Soledad Guerrero - Luis Jara - Irene Llano - Silvana Di Lorenzo - Los Huasos Quincheros |
| 2:00-4:30                              | Bailetón                | Desde La Tortuga de Talcahuano con Antonio Vodanovic, Gloria Benavides y José Alfredo Fuentes, y la participación de Hermógenes Conache y la orquesta de Miguel Zabaleta. Actuaciones musicales - Pachuco y la Cubanacán - Zalo Reyes |
| 4:30-5:00                              | Tangos                  | Con Alfredo De Angelis. |
| 5:00-6:30                              | Vedetón                 | Desde Chuquicamata, con Fernando Alarcón y Pepe "Yeruba" Pizarro. Con la participación de Cristina Tocco, Maggie Lay, Annie Casan, Teresita Rouge y Pola Montano. |
| 6:30-7:30                              | Mujeres al despertar    | Con César Antonio Santis, Juan Guillermo Vivado y Eduardo Riveros. Participantes - Juan Carlos Gil - Ernesto Ruiz "El Tufo" - Pepe Guixé - Javier Miranda - Pedro Messone - Arturo Giolito - Guillermo Bruce - Arturo Millán - Juan La Rivera - Sergio Brotfeld - César Arredondo - Walter Kliche (ganador) - Valentín Trujillo Actuaciones musicales - Álvaro Scaramelli - "Déjenme" - Alejandro Lerner - "Todo a pulmón" |
| 7:30-10:00                             | Las Radios en Teletón   | Con Don Francisco y Javier Miranda. Participaron Julio Videla (Radio Portales), Patricio Villanueva (Radio Chilena) y Juan La Rivera (Radio Minería). |
| 10:00-15:00                            | La Teletón de los Niños | Con Cachureos, El Profesor Rossa, Pipiripao, Patio Plum, La "Pilule" y muchos más. |
| 15:00-17:00                            | Rocketón                | Desde el Gimnasio Manuel Plaza con Justus Liebig, Patricio Torres y Andrea Tessa. En el Teatro Teletón estuvieron Don Francisco y Jorge Rencoret. Actuaciones musicales - Upa! - "Sueldos", "La bamba" - Sergio Lillo (Teatro Teletón) - Álvaro Scaramelli - "Déjenme" - Valija Diplomática - "Esclavo de tus ojos", "¿Qué pasará hoy?" - Óscar de Fontana (Teatro Teletón) - Fito Páez (Teatro Teletón) - Nadie - "Ausencia" |
| 17:00-20:30                            |                         | Teatro Teletón. Donaciones y artistas. |
| Noticieros de cada canal (20:30-21:29) |                         | |
| 21:30-0:00                             | Cierre                  | Desde el Teatro Teletón con Don Francisco, Antonio Vodanovic, Jorge Rencoret, Juan Guillermo Vivado y Pedro de Pool. Actuaciones musicales - Jorge Rigó - Andrea Tessa - José Luis Rodríguez - "Quiero cantarle a la vida", "Y tú también llorarás", "Si pudiera", "Agárrense de las manos" - Musical con Alberto Plaza desde el Instituto de Rehabilitación Infantil de Santiago - "Para creer en la vida" (himno de la campaña) - José Alfredo Fuentes - Mónica Posse - Juan Carlos Duque - Musical de cierre con José Luis Rodríguez - "Himno de la alegría" |

## Auspiciadores
En esta versión los 26 auspiciadores de la séptima campaña fueron:
- Aceite Cristal
- Agua Mineral Cachantún
- Banco de Chile
- Cecinas La Preferida
- Coca-Cola
- Cola Cao
- Combustibles Copec
- Chubi de Dos en Uno
- Detergentes Laboratorio Geka
- Galletas Costa
- Savory
- Jabón Camay
- Johnson's Clothes
- Leche Soprole
- Nescafé
- Odontine
- Pastas Lucchetti
- Pilsener Dorada
- Pisco Control
- Pre Unic
- Productos Kodak
- Quesos Colún
- Soft
- Té Supremo
- Vinos Santa Carolina
- Yogur Soprole